# Petrophila mignonalis
Petrophila mignonalis là một loài bướm đêm trong họ Crambidae.